# Amalia Eriksson

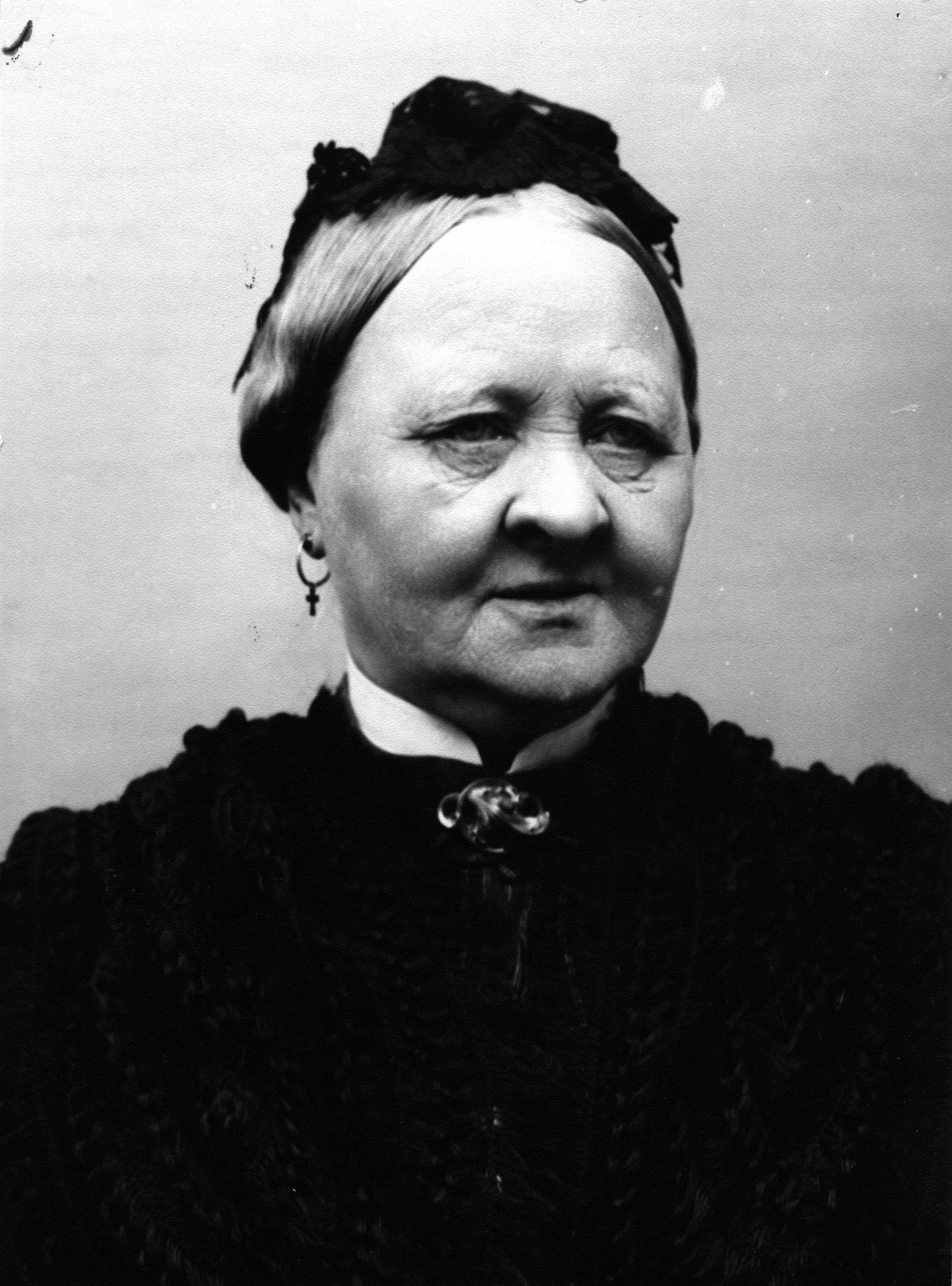
Amalia Eriksson

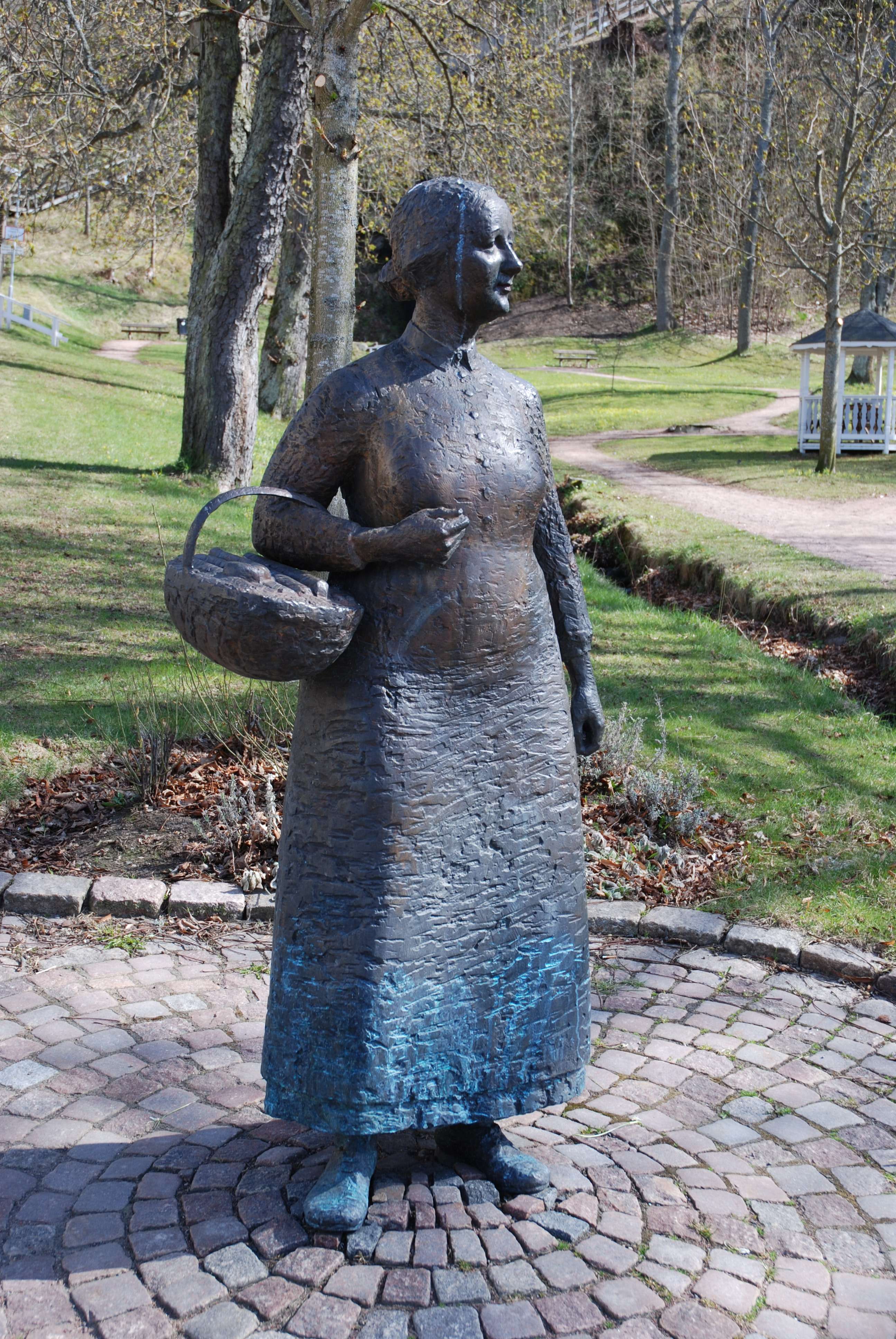
Amalia Eriksson, Bronze (1997) von Lena Lervik

Amalia Elisabeth Eriksson (* 18. November 1824 in Jönköping; † 25. Januar 1923 in Gränna) war eine schwedische Geschäftsfrau, die als Erfinderin des Polkagris, einer Süßigkeit, gilt.

## Leben
Amalia Eriksson, geborene Lundström, wurde 1824 in Jönköping als viertes von sechs Kindern geboren. Ihre Eltern waren Katarina Hagen Andersdotter, die als Magd arbeitete, und der Hufschmied Jonas Lundström. Im Alter von zehn Jahren verlor sie ihre fünf Geschwister, ihre Eltern und Verwandte bei einer Choleraepidemie. Das verwaiste Mädchen wurde von dem Artilleristen Anders Bygrén und seiner Frau Maria Berglund als Pflegekind aufgezogen.
Im Jahr 1852 begann sie als Hausmädchen bei dem Landmesser Johan Alvin und seiner Frau in Jönköping zu arbeiten. Als diese drei Jahre später nach Gränna zogen, folgte sie ihnen und heiratete 1857 den Schneider Anders Eriksson. Für zwölf Kronen im Jahr mieteten sie ein Haus an der Hauptstraße, der heutigen Brahegatan 2. Im folgenden Jahr brachte Amalia Eriksson Zwillinge zur Welt. Eines der Kinder war eine Totgeburt, die überlebende Tochter nannten sie Ida. Anders Eriksson starb in der Woche nach Idas Geburt an Ruhr und Amalia Eriksson war als Witwe gezwungen, den Lebensunterhalt für sich und ihre Tochter allein zu bestreiten.

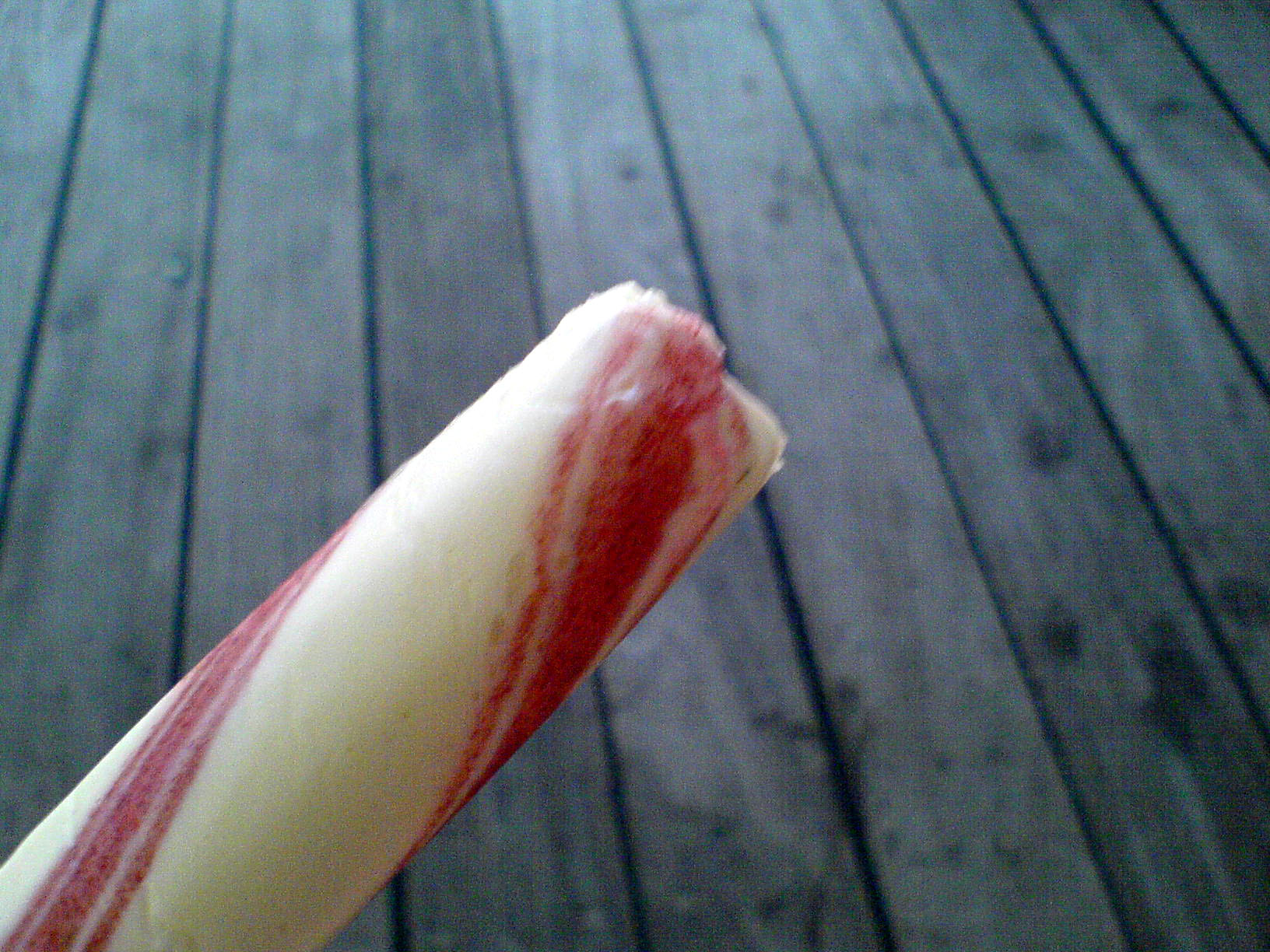
Klassisches Polkagris

Zu dieser Zeit war es für Frauen fast unmöglich, ihr eigenes Geschäft zu gründen, aber in einigen Fällen konnten sie aus sozialen Gründen eine Ausnahmegenehmigung erhalten. 1859 beantragte Amalia Eriksson, „feine Backwaren und sogenannte Polkagrisar“, eine Art Zuckerbonbon mit Pfefferminzgeschmack, herstellen zu dürfen. Nachdem sie die Erlaubnis des Magistrats in Gränna erhalten hatte, eröffnete sie im selben Jahr eine Zuckerbäckerei. Sie war die erste in Schweden, die Polkagris produzierte. Die Herstellung in einem am südlichen Ortseingang gelegenen ehemaligen Zollhaus entwickelte sich gut, und Amalia Eriksson begann Polkagris-Stangen zu produzieren, welche ursprünglich nur an Wochenenden und Feiertagen gefertigt wurden. Dazu mischte und erhitzte sie unter anderem Zucker, Essig und Wasser. Ein kleiner Teil des Teigs wurde rot gefärbt, während der Rest mit Pfefferminzöl aromatisiert und sehr lange geknetet wurde. Danach wurde die Masse langgezogen und die verschiedenfarbigen Stränge wurden so miteinander verdreht, dass die geringelten Zuckerstangen entstanden. War Amalia Eriksson zu Beginn noch alleinige Herstellerin, folgten mit wachsender Popularität andere Bäcker in Gränna ihrem Beispiel.
Dank der Polkagrisar gelangte Amalia Eriksson zu Wohlstand. Sie galt als eine der einflussreichsten Personen in Gränna. 1915 besuchten Kronprinz Gustaf Adolf und seine Frau Margaret ihre Bäckerei, ebenso Carl von Schweden mit seiner Frau Ingeborg und ihren Töchtern Margaretha, Märtha und Astrid. Amalia Eriksson wurde 98 Jahre alt und starb 1923. Sie hielt das Rezept für Polkagris geheim; es wurde erst nach ihrem Tod enthüllt. Ihre Tochter Ida Eriksson stellte noch bis 1945 Polkagrisar her.

## Gedenken
In der Sammlung des Tekniska museet in Stockholm ist sie als eine von bedeutenden schwedischen Erfindern aus verschiedenen Epochen vertreten. 1997 wurde im Södrapark in Gränna in der Nähe von Amalia Erikssons Haus eine von Lena Lervik geschaffene Bronzestatue zum Gedenken an sie aufgestellt. Heute sind die Polkagrisar Grännas Markenzeichen. Jedes Jahr am 25. Juli findet dort eine Weltmeisterschaft in der Polkagrisproduktion statt. Polkagris wurde in das Guinness-Buch der Rekorde aufgenommen, als 1989 die längste Polkagrisstange der Welt mit 287,7 Meter Länge hergestellt wurde.